# Антонюк, Максим Михайлович
Макси́м Михайлович Антоню́к (рум. Maxim Antoniuc; 15 января 1991, Кишинёв, Молдавская ССР, СССР) — молдавский футболист, нападающий сборной Молдавии.

## Карьера
Карьеру футболиста Максим начал в кишинёвском футбольном клубе «Зимбру», за который сыграл четыре сезона. Следующим клубом стал «Искра-Сталь» из Рыбницы, цвета которого защищал до лета 2013 года. До июня 2014 года братья Антонюк выступали за молдавский футбольный клуб «Верис», с которым в сезоне 2013/14 стали обладателями бронзовых медалей чемпионата Молдавии. Тогда же Максим подписал контракт с тираспольским «Шерифом». 27 июня был заявлен в составе запасных игроков на матч за Суперкубок Молдавии по футболу 2014, тогда команда в серии пенальти уступила кишинёвскому «Зимбру». Первый гол за тираспольскую команду Максим забил в 18 туре национального дивизиона в игре против «Динамо-Авто». 24 мая 2015 года выиграл с командой Кубок Молдавии 2014/15. В конце июня покинул состав «жёлто-чёрных», всего за клуб он сыграл 21 игру и забил 2 гола.

## Семья
У Максима есть старший брат Александр, который также является футболистом и игроком сборной Молдавии.

## Достижения

### Командные
«Верис»
- Бронзовый призёр Молдавии (1): 2013/14

 «Шериф»
- Бронзовый призёр чемпионата Молдавии (1): 2014/15
- Обладатель Кубка Молдавии (1): 2014/15
- Финалист Суперкубка Молдавии (1): 2014